# جهنده جوهرین
جهنده جوهرین (نام علمی: Erynnis marloyi) پروانه‌ای است که در تیره پشیزبالان قرار دارد. زیستگاه این حشره جنوب شرقی اروپا (یعنی یونان، بالکان، آناتولی)، سوریه، جنوب ایران و چیترال است. لارو پروانه جهنده جوهرین بیشتر از گونه‌های گلسرخیان تغذیه می‌کند. پهنای بال این گونه ۱۵ تا ۱۶ میلی متر در جنس ماده و ۱۴ تا ۱۵ میلی متر در جنس نر است. گونه‌های بالغ از ماه مه تا ژوئن شروع به پرواز می‌کنند.